# Family Game
Family Game è un film italiano del 2007 diretto da Alfredo Arciero.

## Trama
Vittorio Magrini lavora come medico nella clinica privata del professor Moroni e aspira a sostituirlo nel ruolo di direttore, ma un oscuro motivo gli impedisce di diventarlo. A causa di ciò, in famiglia il clima non sembra più sereno e Vittorio finisce ogni volta per sfogare la sua rabbia su sua moglie Lisa e i figli Andrea e Martina.
Un giorno Vittorio riceve la notizia dell'arrivo di suo fratello minore Andrea, un tossicodipendente in via di guarigione e si trova costretto ad accoglierlo in casa; tra i due non è mai corso buon sangue e i loro caratteri così diversi hanno finito per allontanarli sempre di più, fino a perdersi di vista. L'insanabile divario tra Vittorio ed Andrea e i problemi del primo sul lavoro, creano una tensione opprimente in casa, con delle conseguenze inaspettate.

## Critica
- Nonostante bravi attori, il film ha una sceneggiatura velleitaria ed una regia incerta. Commento del dizionario Morandini che assegna al film due stelle su cinque di giudizio.[1]
- Il solito scontro generazionale. Commento del dizionario Farinotti che assegna al film due stelle su cinque di giudizio[2]